# UWC México 29
UWC México 29: Meráz vs. Rivero	 fue un evento de artes marciales mixtas producido por Ultimate Warrior Challenge México, que se llevó a cabo el 1 de octubre de 2021 en el Entram Gym de Tijuana, Baja California, México.